# Prestenhaus
Ein Prestenhaus (mittelhochdeutsch presten ‚Mangel, Gebrechen, Gebresten‘) war im Mittelalter und der Frühen Neuzeit eine Einrichtung zur Aufnahme von Menschen mit langwierigen, unheilbaren Krankheiten oder psychischen Beschwerden. Es gab Personen, welche über mehrere Jahre, teilweise fast die Hälfte ihres Lebens in einer solchen Institution untergebracht waren. Prestenhäuser waren nicht nur Orte der Pflege, sondern auch Orte der Verwahrung, Erziehung und Zucht.

## Die Prestenhäuser in der Stadt St.Gallen
In St. Gallen gab es zwei verschiedene Prestenhäuser, das ‚obere‘ und das ‚untere‘ Prestenhaus. Diese beiden Einrichtungen sind im Abstand von ca. 200 Jahren voneinander entstanden und dienten vor allem als Entlastung des Heiliggeist-Spitals St. Gallen.

### Das untere Prestenhaus
Das untere Prestenhaus war die ursprüngliche Institution. Es wurde 1575 eröffnet und befand sich außerhalb der Stadtmauern. Bis heute ist unklar, ob dessen Gründung die Folge der Pestzüge in der zweiten Hälfte des 16. Jahrhunderts war.
In dieser Einrichtung brachte man Stadtbürger mit langwierigen oder unheilbaren Krankheiten unter, aber auch Patienten mit besonders abstoßenden Krankheiten (nicht aber Leprakranke, diese wurden im Siechenhaus behandelt) und psychisch Kranke. Also alle jene Bürger, welche aufgrund der Schwere ihres Leidens nicht im Heiliggeist-Spital St. Gallen aufgenommen werden konnten.

### Das obere Prestenhaus
Das obere Prestenhaus wurde infolge Platzmangels des unteren im letzten Viertel des 18. Jahrhunderts gegründet. Diese Einrichtung war ursprünglich ein Siechenhaus, welches infolge des Rückgangs der Lepra im 17. und frühen 18. Jahrhundert umfunktioniert wurde.
Im oberen Prestenhaus wurden mehrheitlich weibliche Personen mit kleinen Leiden und ältere Personen aufgenommen. Geisteskranke waren dort keine untergebracht.

### Schließung der Institution im 19. Jahrhundert
Der Bau eines neuen Bürgerspitals im Jahre 1845, welches genügend Kapazität bot, wie auch die Gründung einer Institution für psychisch Kranke im Jahre 1816, machte die beiden Prestenhäuser überflüssig. In der Folge wurde das untere Prestenhaus 1856 und das obere 1875 aufgelöst und in den folgenden Jahren abgerissen.

## Berufe im Zusammenhang mit dem Prestenhaus

### Prestenverwalter
Der Prestenverwalter war für die Administration, wie Kassenführung und Rechnungsablage, Einnahmen und Ausgaben, verantwortlich. Zudem gehörte er dem kleinen Rat der Stadt St. Gallen an und wurde für eine fünfjährige Amtszeit gewählt. 

### Prestenwart
Der Prestenwart war die wichtigste Bezugsperson zu den im Prestenhaus lebenden Menschen und wohnte in der Einrichtung selbst. Diese Nähe zu den Insassen war ein wichtiger Grund, weshalb geisteskranke Leute, welche oftmals suizidgefährdet waren, vom Heiliggeist-Spital ins Prestenhaus verlegt wurden. Im Gegensatz zum Prestenverwalter war das Amt des Prestenwarts zeitlich nicht begrenzt, daher übte dieser seinen Posten oft auf Lebenszeit aus. Seine Aufgabe bestand in der Versorgung und Pflege der Insassen, jedoch konnte er auch Strafmaßnahmen, wie z. B. Nahrungsentzug anordnen, wenn sich ein Insasse etwas zu Schulden kommen lassen hat.